# قنا شمالي
قنا شمالي قرية سوريّة تتبع إداريّاً لمحافظة حلب منطقة منبج ناحية أبو قلقل، بلغ تعداد سكانها 747 نسمة حسب التعداد السكاني لعام 2004.